# Alex Wolff
Alexander (Alex) Draper Wolff (New York, 1 november 1997) is een Amerikaans acteur en muzikant.

## Carrière
Wolff werd bekend door zijn rol in de televisieserie The Naked Brothers Band (waar zijn rol in de film The Naked Brothers Band: The Movie uit voortkwam). Deze komedieserie van Nickelodeon (die werd gemaakt door zijn moeder Polly Draper) was losjes gebaseerd op het leven van hem en zijn broer Nat en hun muziekband. Alex is de drummer van de band en schreef een aantal van de liedjes.
Ook acteerde hij onder andere in de bioscoophits Jumanji: Welcome to the Jungle (2017), Hereditary (2018) en Jumanji: The Next Level (2019). Tevens maakte Wolff in 2019 zijn speelfilmdebuut als schrijver-regisseur van de film The Cat and the Moon. In 2023 speelde Wolff de rol van Luis Walter Alvarez in de film Oppenheimer van Christopher Nolan. In 2024 speelde Wolff de rol van Reuben in de film A Quiet Place: Day One.

## Privé
Wolff is de zoon van actrice, screenwriter, producer en regisseur Polly Draper en jazzpianist-componist en bandleider Michael Wolff. Hij is ook de jongere broer van zanger, songwriter en acteur Nat Wolff. Alex heeft zijn tweede naam geërfd van zijn moeder.

## Filmografie

### Film
| Jaar | Titel                              | Rol                  | Opmerkingen                   |
| ---- | ---------------------------------- | -------------------- | ----------------------------- |
| 2005 | The Naked Brothers Band: The Movie | Alex Wolff           |                               |
| 2011 | From Up on Poppy Hill              | Riku Matsuzaki       | stem                          |
| 2011 | The Sitter                         | Clayton              |                               |
| 2012 | The Empty Room                     | Allen                | korte film                    |
| 2013 | A Birder's Guide to Everything     | Timmy Barsky         |                               |
| 2013 | Hair Brained                       | Eli Pettifog         |                               |
| 2015 | Coming Through the Rye             | Jamie Schwartz       |                               |
| 2015 | Boots                              | Noah                 | korte film                    |
| 2016 | My Big Fat Greek Wedding 2         | Bennett              |                               |
| 2016 | The Standoff                       | Zane                 |                               |
| 2016 | Patriots Day                       | Dzhokhar Tsarnaev    |                               |
| 2017 | Thoroughbreds                      | Party Friend         |                               |
| 2017 | The House of Tomorrow              | Jared Whitcomb       |                               |
| 2017 | My Friend Dahmer                   | John 'Derf' Backderf |                               |
| 2017 | Jumanji: Welcome to the Jungle     | Spencer Gilpin       |                               |
| 2018 | Hereditary                         | Peter Graham         |                               |
| 2018 | Dude                               | Noah                 |                               |
| 2018 | Stella's Last Weekend              | Oliver               |                               |
| 2019 | The Cat and the Moon               | Nick                 | alsook schrijver en regisseur |
| 2019 | Castle in the Ground               | Henry Fine           |                               |
| 2019 | Bad Education                      | Nick Fleishman       |                               |
| 2019 | Human Capital                      | Ian                  |                               |
| 2019 | Jumanji: The Next Level            | Spencer Gilpin       |                               |
| 2021 | Pig                                | Amir                 |                               |
| 2021 | Old                                | Trent Cappa          |                               |
| 2023 | A Good Person                      | Mark                 |                               |
| 2023 | The Line                           | Tom Backster         |                               |
| 2023 | Oppenheimer                        | Luis Walter Alvarez  |                               |
| 2024 | A Quiet Place: Day One             | Reuben               |                               |

### Televisie
| Jaar      | Titel                   | Rol                      | Opmerkigen                          |
| --------- | ----------------------- | ------------------------ | ----------------------------------- |
| 2007–2009 | The Naked Brothers Band | Alex Wolff               |                                     |
| 2009      | Mr. Troop Mom           | Alex Wolff               | Televisiefilm                       |
| 2009      | Monk                    | Brian Willis             | Aflevering: "Mr. Monk Goes Camping" |
| 2010      | In Treatment            | Max Weston               | 7 afleveringen                      |
| 2016      | Divorce                 | Cole                     | 2 afleveringen                      |
| 2017      | Red Oaks                | Director                 | Aflevering: "Summer in the City"    |
| 2017      | Crash & Burn            | Gabriel                  | Televisiefilm                       |
| 2020      | Acting for a Cause      | Algernon / Warren Straub | 2 afleveringen                      |